# 卡尔韦洛
卡尔韦洛（義大利語：Calvello），是意大利波坦察省的一个市镇。总面积105.03平方公里，人口2018人，人口密度19.2人/平方公里（2009年）。ISTAT代码为076015。